# La Contrevie
La Contrevie (titre original : The Counterlife) est un roman de l'auteur américain Philip Roth paru en 1986. C'est le quatrième roman ayant pour personnage principal l'écrivain fictif Nathan Zuckerman. Quand le roman est paru, la dernière apparition de Zuckerman remontait à la nouvelle L'Orgie de Prague, épilogue du recueil Zuckerman enchaîné. La rumeur a longtemps couru que le cinéaste Arnaud Desplechin travaillait à une adaptation du roman. Sa puissance aussi bien théorique que romanesque fait de ce roman un des plus importants de l'œuvre de Roth, d'une importance comparable aux grands textes de la fin des années 1990 que sont Pastorale américaine et La Tache.

## Résumé
Dans le premier chapitre (« Bâle »), le docteur Henry Zuckerman, frère de Nathan, rendu impuissant par le traitement qu'il suit pour des problèmes cardiaques, choisit de se faire opérer pour retrouver sa virilité perdue. Il décède après l'opération.
Dans le deuxième chapitre (« La Judée »), Nathan rend visite à Henry, qui est devenu colon en Israël après son opération.
Dans le troisième chapitre (« Dans les airs »), l'avion dans lequel se trouve Nathan au retour d'Israël est l'objet d'une tentative de détournement.
Dans le quatrième chapitre (« Le Gloucestershire »), c'est Nathan Zuckerman qui choisit de se faire opérer pour échapper à l'impuissance, et qui en meurt. Le chapitre adopte le point de vue de Henry et celui de Maria, le dernier amour de Nathan.
Dans le cinquième chapitre enfin (« Terre chrétienne »), de retour d'Israël « après un vol sans encombre », Nathan accompagne son épouse, Maria, dans la famille de cette dernière en Angleterre. Confronté à l'antisémitisme et au snobisme britanniques, le couple rompt.
« Signe de contradiction pour les Juifs, scandale pour les gentils, comment Nathan Zuckerman, l'écrivain sarcastique et lucide, qui est le double de Philip Roth, pourrait-il – malgré son succès – échapper à la vindicte et à l'opprobre des uns comme des autres  ? Peut-être bien en imaginant, pour lui-même et ses personnages, une contrevie, une vie alternative à la fois nouvelle, imprévue et bizarrement réversible. Car, dans ce roman-miroir, les figures principales sont en abîme, affrontées deux à deux, correspondantes... Le roman déploie un kaléidoscope de lieux (Newark, New York, Tel-Aviv, Jérusalem, un village de Judée, Londres, un village du Gloucestershire, sans compter la carlingue d'un avion en vol), traversés de personnages en proie au doute, au questionnement, au désespoir, à l'exaltation ou à la folie. Tous animés du désir de changer la vie, de la changer en la risquant vraiment, le risque majeur étant assumé par les figures jumelles du narrateur et de son frère qui, réellement ou fictivement, affrontent tous deux la mort. La mort, le prix à payer pour en finir avec l'impuissance, la claustration, la contingence ; la mort, façon définitive de démontrer que "la vraie vie est ailleurs". » Quatrième de couverture du roman, Gallimard, 2004

## Style
La principale caractéristique formelle du livre est que ses chapitres se contredisent partiellement les uns les autres. Cette originalité a un sens à la fois « autoréférentiel » et « existentiel ». Inventer une « contrevie », une trajectoire humaine singulière, être l'auteur de son destin, c'est à la fois l'aspiration de chacun et l'art propre du romancier.
Ce roman représente un jalon essentiel dans l'œuvre de Philip Roth. Voici en quels termes celui-ci en parle, lors de deux entretiens accordés au magazine Les Inrockuptibles : 
« Entre 1977 et 1984, j’ai vécu à Londres et écrit un livre situé entre Londres, New York et Jérusalem parce que j’avais commencé à me rendre régulièrement en Israël… La Contrevie est un tournant important de cette série dite des Zuckerman. Les histoires s’y contredisent. J’ai écrit ce qui me venait à l’esprit et j’étais inquiet de voir cette contradiction apparaître dans le texte. Mais j’ai alors pensé qu’il me fallait faire confiance au livre et laisser venir les choses. Il faut toujours faire confiance à ce que l’on écrit. J’utilise souvent la métaphore de la pêche pour parler de l’acte d’écrire : vous lancez votre ligne et vous attendez d’attraper quelque chose… Il faut continuer à lancer jusqu’à ce que ça morde. J’ai alors pris conscience que Zuckerman était présent dans La Contrevie, non pas comme un personnage mais comme un cerveau. Un œil. » (En octobre 2009)
« En effet, La Contrevie marque une rupture par rapport à mes livres précédents. Ce texte a ouvert la voie à tous les romans qui ont suivi. J’avais enfin un canevas plus ample, du fait même de la façon dont le livre prenait place dans plusieurs lieux, de Londres à New York. Cela a redonné de l’énergie à mon travail. D’un point de vue technique, ce livre m’a ouvert. Je suis devenu plus libre, et ma prose plus abondante. L’amplification est devenue un enjeu, et cela a permis l’existence de mes romans des années 90, à commencer par Opération Shylock (1993) et Le Théâtre de Sabbath (1995). Même si les sujets sont complètement différents, ma manière d’écrire a changé, les phrases sont devenues super abondantes. » (En octobre 2011)

## Réception critique
Le livre reçoit en 1987 le National Book Critics Circle Award for fiction. Il est également finaliste pour le National Book Award la même année.
En 2006 il fait partie des six livres de Philip Roth retenus par le New York Times au titre des romans américains les plus importants de ces 25 dernières années (les cinq autres étant Pastorale américaine, Opération Shylock, Le Théâtre de Sabbath, La Tache et Le Complot contre l'Amérique).
En 2012, Martin Amis déclare à propos du livre qu'il est un « chef-d'œuvre de fiction postmoderne ... un livre d'une complexité vraiment très impressionnante. »